# Drosophila nigricruria
Drosophila nigricruria är en tvåvingeart som beskrevs 1943 av John Thomas Patterson och Gordon Mainland. Arten ingår i släktet Drosophila och familjen daggflugor. Arten förekommer från Mexiko till Chile och Peru.